# 252P/LINEAR
252P/LINEAR è una cometa periodica scoperta da LINEAR il 7 aprile 2000, la cometa è stata riscoperta il 9 giugno 2011 da James Vernon Scotti.

## Orbita
Questa cometa ha la particolarità di avere una MOID molto piccola sia con la Terra che col pianeta Giove, la MOID con la Terra è pari a circa 2.600.000 km. Tra fine 1986 e inizio 1987 la cometa ha avuto un incontro lungo e ravvicinato con Giove, nel 2000 la cometa, ancora non scoperta, passò a meno di 15.000.000 km dalla Terra, il 21 marzo 2016 la cometa è passata a meno di 6.000.000 di km dalla Terra , il 18 marzo 2032 la cometa passerà a circa 7.500.000 di km dalla Terra .

## Legame con la cometa P/2016 BA14 PANSTARRS
Nel gennaio 2016 è stata scoperta una cometa periodica, P/2016 BA14 PANSTARRS, con elementi orbitali molto simili a quelli di 252P/LINEAR, entrambe le comete sono passate al perielio il 15 marzo 2016 e pochi giorni dopo sono passate ad alcuni milioni di km dalla Terra divenendo entrambe tra le 10 comete che si sono più avvicinate alla Terra negli ultimi 2.000 anni, inoltre le due comete dovrebbero dare origine a due differenti sciami meteorici con radianti situati nell'emisfero celeste australe: questi fatti fanno ritenere che le due comete siano state originate dalla scissione del nucleo di una preesistente cometa.

## Sciame meteorico
La cometa origina uno sciame meteorico, le Mu Leporidi, ancora da confermare. Il radiante dello sciame durante il picco di attività, che capita attorno al 28 marzo, è situato alle coordinate celesti 05 H 11 M 48 S, -16°, nei pressi della stella μ Leporis: lo sciame e le sue piogge sono meglio osservabili dall'emisfero australe. La velocità geocentrica delle sue meteore è bassa, 11 km/s. Per il 28 marzo 2016 era stata prevista la possibilità di una piccola pioggia meteorica di 5-10 ZHR.